# Vatikán
Vatikán, plným názvem Městský stát Vatikán (italsky Stato della Città del Vaticano; latinsky Status Civitatis Vaticanae), je vnitrozemský stát, městský stát, mikrostát a enkláva v Římě. Geograficky Vatikán leží na nízkém kopci zvaném Vatikánský pahorek a vládne v něm horké středomořské klima s mírnými a deštivými zimami a horkými a suchými léty. Se svou rozlohou 49 hektarů a počtem obyvatel přibližně 900 je nejmenším suverénním státem na světě jak rozlohou, tak počtem obyvatel a patří také mezi nejméně zalidněná hlavní města na světě. Vatikán nemá formálně uzákoněný úřední jazyk, ale ve svých právních předpisech a oficiální komunikaci používá pouze italštinu. Všichni občané a rezidenti jsou katolického vyznání.
Nezávislost na Itálii získal v roce 1929 Lateránskými smlouvami a je samostatným územím pod „plným vlastnictvím, výlučným panstvím a svrchovanou mocí a jurisdikcí“ Svatého stolce, který je sám svrchovaným subjektem podle mezinárodního práva a zachovává městskému státu světskou moc, správu, diplomatickou a duchovní nezávislost. Vatikán je také metonymem pro papeže, Svatý stolec a římskou kurii.
Svatý stolec pochází z raného křesťanství a je hlavním biskupským stolcem katolické církve, která má k roku 2018 na světě přibližně 1,329 miliardy pokřtěných katolíků v římskokatolické církvi a 23 východních katolických církvích. Nezávislý stát Vatikán naopak vznikl 11. února 1929 na základě Lateránských smluv mezi Svatým stolcem a Itálií, které o něm hovoří jako o novém útvaru, nikoli jako o pozůstatku mnohem většího Papežského státu (756–1870), které dříve zahrnoval velkou část střední Itálie. Po avignonském papežství (1309–1377) sídlili papežové převážně v Apoštolském paláci na území dnešního Vatikánu, i když někdy místo toho pobývali v Kvirinálském paláci v Římě nebo i jinde.
Městský stát Vatikán je jako stát spravovaný Svatým stolcem církevním neboli církevně monarchickým státem, jemuž vládne papež, který má svrchovanou výkonnou, zákonodárnou a soudní moc a který je římským biskupem a hlavou katolické církve, a nejvyššími státními funkcionáři jsou všichni katoličtí duchovní různého původu. Jedinečné hospodářství Vatikánu je finančně podporováno dary katolických věřících, prodejem poštovních známek a suvenýrů, vstupným do muzeí a prodejem publikací. Vatikán nemá žádné daně a zboží je bezcelní.Ve Vatikánu se nacházejí náboženské a kulturní památky světového významu, jako je bazilika svatého Petra, Sixtinská kaple, Vatikánská apoštolská knihovna a Vatikánská muzea. Jsou zde vystaveny některé z nejslavnějších obrazů a soch na světě. Území celého mikrostátu je zapsané na seznam světového dědictví. Vatikán není členem Evropské unie ani Severoatlantické aliance. Není ani členem Organizace spojených národů, má zde však statut stálého pozorovatele. Stálým pozorovatelem je Vatikán rovněž v Organizaci pro výživu a zemědělství a v UNESCO.

## Název
Název Vatikán pochází od pomístního jména Vaticanus Mons, označující pahorek, na kterém se moderní stát nachází. Jméno pahorku je odvozeno ze starolatinského vates (věštec) a doslova znamená Pahorek věštců. Odkazuje do dob starověkého Říma, kdy na něm stávala věštírna. Bažinatá část pod pahorkem se označovala jako Vatikánské pole (latinsky Campus Vaticanus nebo Ager Vaticanus).
Oba názvy zmiňuje Cicero v 1. století př. n. l.

## Dějiny

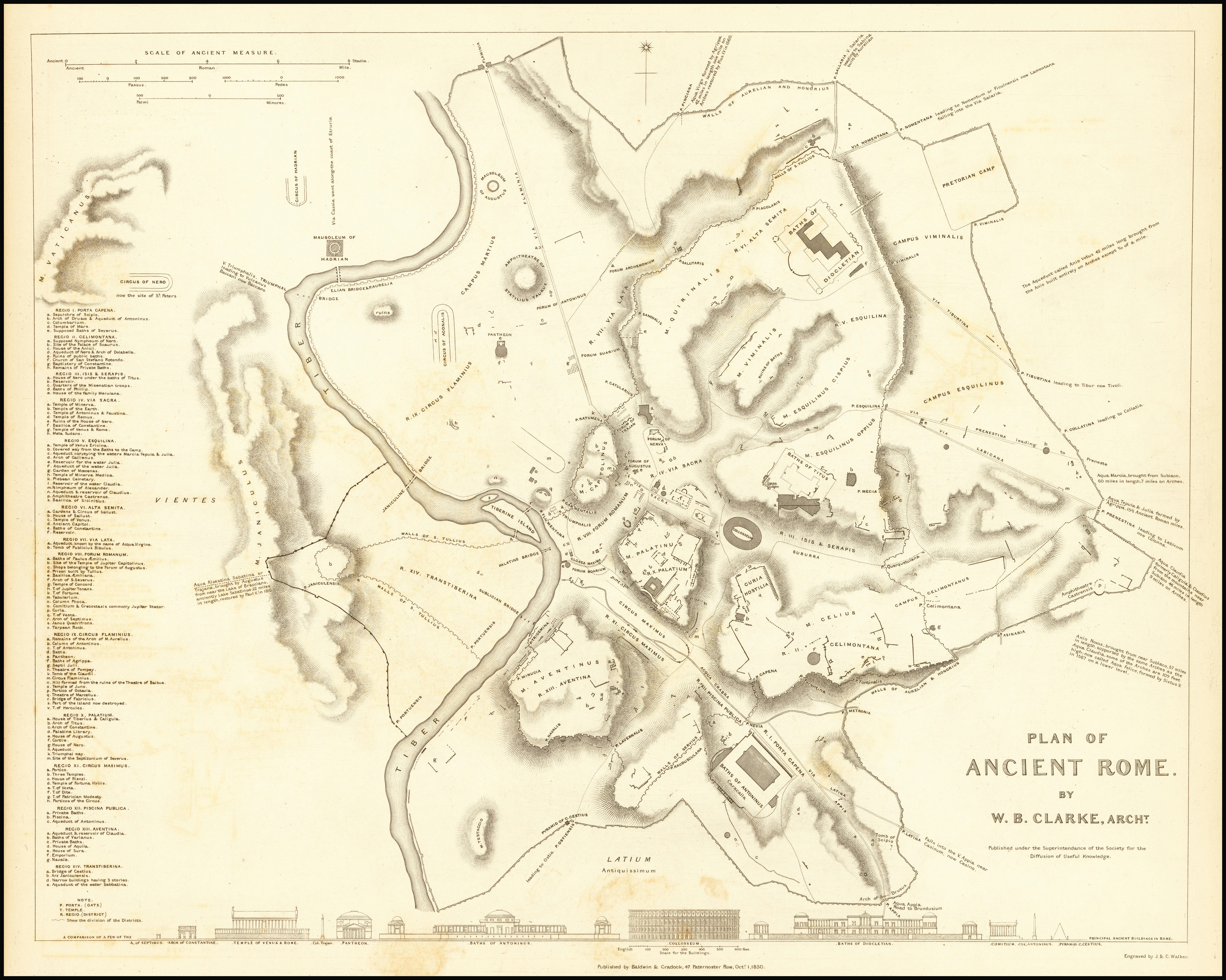
Plán Říma, zobrazující i vrcholek Vatikán

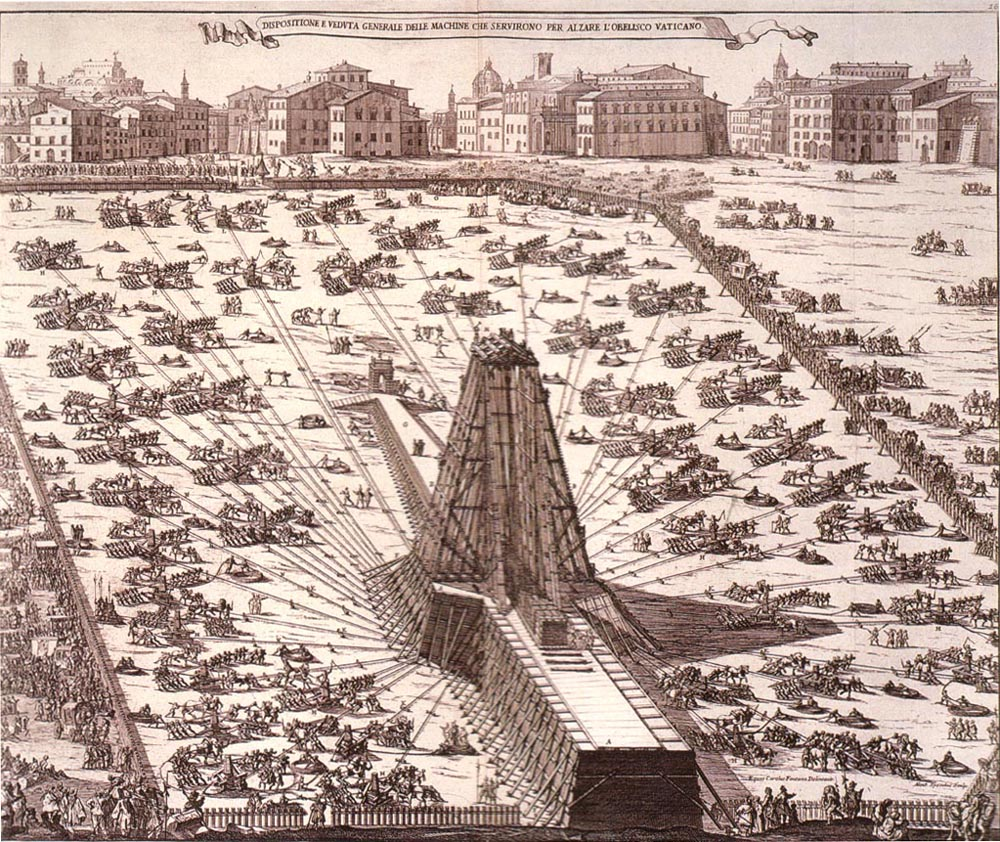
Znovuvztyčování obelisku roku 1586

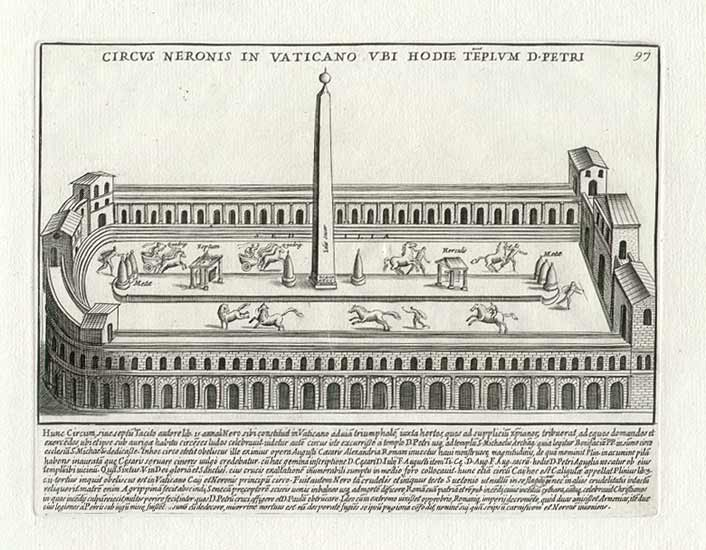
Neronův cirkus

Vatikánské pole (latinsky Campus Vaticanus nebo Ager Vaticanus), bažinatá oblast na západním břehu Tibery, která byla pravidelně postihována záplavami, se rozkládala v těsném sousedství starověkého Říma, ale ještě v dobách pozdního císařství zůstávala vně Aurelianových hradeb.

Jednalo se o území na hranici s mocným etruským městem Veje, které bylo Římany ovládnuto až v roce 396 př. n. l. Proto se území také označovalo jako vejský, případně etruský břeh (Ripa Veientana nebo Ripa Etrusca). Etruskové zde ovšem již nesídlili a šlo spíše o nadávku svého druhu, neboť oblast byla vnímána jako nezdravá, nebezpečná a zlověstná. Tuto špatnou pověst zaznamenal například Tacitus v roce 69, když popisoval osud severní armády, jež dorazila do Říma, aby instalovala císaře Vitellia: „Velká část armády se utábořila v nezdravých okresech Vatikánu, což mělo za následek mnoho úmrtí mezi běžnými vojáky. Neschopnost Galů a Germánů snášet teplé počasí vedla k tomu, že dychtivě pili z místního potoka, a stali se snadnou kořistí nemoci“.

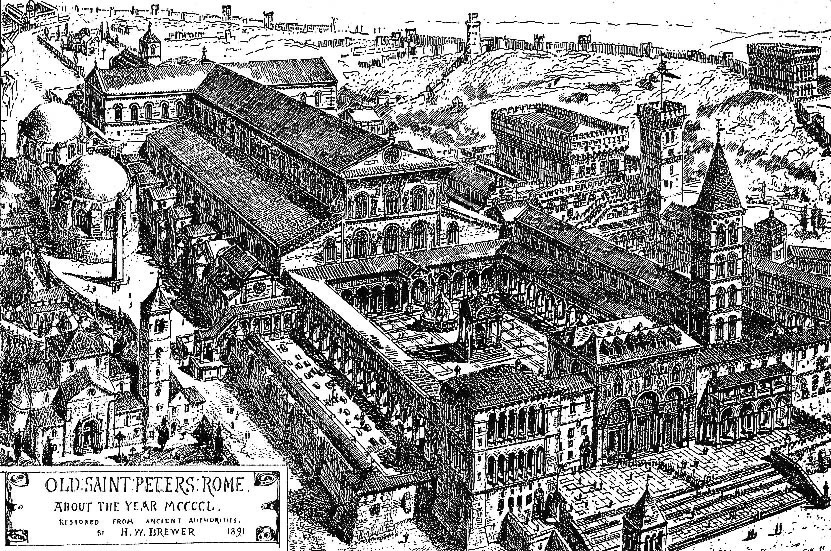
Odhad podoby původní Konstantinovy baziliky, rekonstrukce z 19. století

Mokřinaté území se jako první pokusila zkultivovat římská patricijka Agrippina starší. Nechala místo vysušit a vytvořila zde zahrady. V roce 40 její syn, císař Caligula, nechal postavit v těchto zahradách arénu pro závody vozatajů, kterou později dokončil císař Nero, podle nějž byla pak většinou nazývána Neronův cirkus. Byl to Caligula, kdo dal místu jeho první památku, když nechal do Říma přivézt egyptský obelisk, dnes zvaný obvykle Vatikánský nebo Lateránský obelisk, jenž je dnes uprostřed svatopetrského náměstí. Jde o největší stojící egyptský obelisk na světě. Původně vážil přes 400 tun, ale po jeho zhroucení byl zkrácen zhruba o čtyři metry předtím než byl znovu vztyčen, takže dnes váží asi 300 tun. Vznikl okolo roku 1400 př. n. l., byl vytvořen na pokyn faraona Thutmose III. a původně zdobil Amonův chrám v Karnaku. V Římě stál nejprve v Cirku Maximu. Zhroutil se někdy v 5. století. Okolo roku 1586 ho nechal na jeho dnešním místě znovu vztyčit papež Sixtus V. Pohanský význam setřel tím, že na vrchol obelisku nechal instalovat kříž. Operací papež pověřil architekta Domenica Fontanu.
Po velkém požáru v Římě roku 64 oblast získala první křesťanské stopy. Stala se místem mučednictví mnoha křesťanů, kteří byli v Neronově cirku trýzněni a zabíjeni kvůli podezření, že požár způsobili. Podle starověké tradice byl právě zde ukřižován i svatý Petr, hlavou dolů. Císař Konstantin, který přestoupil na křesťanství, nechal na tomto místě postavit roku 326 baziliku sv. Petra, která byla považována za Petrovu hrobku (tato tzv. stará svatopetrská bazilika existovala do 16. století, poté byla stržena a nahrazena dnešním chrámem). Petrův hrob by se však měl nacházet v tzv. Vatikánské nekropoli, pod kryptami chrámu, tedy v místech starověkého pohřebiště, které u Vatikánského pahorku vzniklo za časů Caliguly. Pozůstatky této starověké nekropole byly sporadicky vynášeny na světlo různými papeži v průběhu staletí, systematické vykopávky nechal však nařídit až papež Pius XII. v letech 1939 až 1941. Prvním papežem, který nechal veřejně vystavit domnělé ostatky sv. Petra, se stal František roku 2013.
V 5. století byl papežem Symmachem zbudován vatikánský palác, nicméně až do roku 1308, kdy se z bezpečnostních důvodů papežové odstěhovali do Avignonu, byl papežským sídlem většinou Laterán. Teprve od návratu roku 1377 je Vatikán stálým sídlem papežů, nicméně obvyklým sídlem byl Kvirinálský palác, který roku 1871 zkonfiskovala Itálie a stal se pak sídlem italského krále (dnes zde sídlí prezident italské republiky).
Dnešní vatikánský stát nahradil Papežský stát (Patrimonium sancti Petri, Stati pontifici), který se zformoval v polovině 8. století na základě tzv. Pipinovy donace jako území na Apeninském poloostrově, které bylo pod přímou světskou vládou římského biskupa (papeže). Jeho územní rozsah se během století měnil. V roce 1860 byla většina území papežského státu připojena k Italskému království, město Řím až roku 1870. Papežský stát se ovšem snažil uchovat si diplomatické styky a postavení subjektu mezinárodního práva a většina států mu toto postavení nikdy neodepřela.
Od poloviny 9. století byl Vatikán začleněn do městských hradeb, které byly několikrát obnoveny v 16. a 17. století. Pahorek Vatikán a některá exteritoriální území byla navrácena pod papežskou správu smlouvami s Itálií dne 11. února 1929 – tzv. Lateránské smlouvy. Itálie toto narovnání Vatikánu nabízela již v 19. století, papežové však ještě doufali v obnovení Papežského státu, a proto na podobné dohody nechtěli dlouho přistoupit. Vztah mezi Vatikánem a Itálií byl pak ještě upraven konkordátem z roku 1984.

## Státní symboly
Vizuální státní symboly Vatikánu – vlajka, pečeť a znak – jsou užívané ve stejné formě, v jaké byly přijaty při vzniku státu Vatikán v roce 1929. Jejich podobu upravuje Základní zákon státu Vatikán, nejnověji v úpravě z roku 2023. Všechny nesou znak zkřížených klíčů a papežské tiáry, jejichž symbolika pochází již ze středověku.
Oficiální státní hymna ve své současné podobě je užívaná od roku 1949.

### Vlajka
Vatikánská vlajka je tvořena čtvercovým listem se dvěma svisle dělenými poli, žlutým a bílým. Uprostřed bílého pole jsou umístěny zkřížené klíče sv. Petra a tiára ze státního znaku. Vatikánská vlajka společně se švýcarskou jsou jediné státní vlajky se čtvercovým listem.

### Znak
Vatikánský státní znak obsahuje na červeném štítu papežské insignie – zkřížené klíče sv. Petra, které jsou obrácené zuby ven. Klíče, jeden zlatý a druhý stříbrný, jsou spojeny červenou stuhou. Nad klíči je umístěna zlato-stříbrná tiára – trojnásobná papežská koruna.

### Hymna
Vatikánská hymna, která je zároveň hymnou Svatého stolce a papežskou hymnou, je pontifikální pochod, původně francouzsky Marche Pontificale nebo italsky Inno e Marcia Pontificale. Je užívaná při slavnostních příležitostech papežem a jeho zástupci. Hudbu složil Charles Gounod v roce 1869. Existuje italský a latinský text hymny, stejně jako texty v dalších jazycích, žádný z nich ale není oficiální. Při oficiálních příležitostech se skladba hraje pouze instrumentálně.

### Pečeť

Mapa Vatikánu

Vatikánská státní pečeť

## Geografie
Části tohoto státu tvoří bazilika sv. Petra, Apoštolský palác, Sixtinská kaple a další přilehlé stavby.

### Zahrady
Významnou část území tvoří Vatikánské zahrady, zaujímají 23 ha celkové rozlohy státu. Tyto prostory byly vytvářeny během období renesance a baroka. Můžeme zde najít spoustu kašen a soch. Nejvyšší bod se nachází v 60 m n. m. Zahrady jsou ohraničeny kamennou zdí.

### Podnebí
Vatikán se nachází v oblasti mírného středozemního podnebí. Zimy jsou mírné, deštivé a trvají od října do zhruba poloviny května. Letní, suché a horké období trvá od druhé poloviny května do září.

## Státní správa

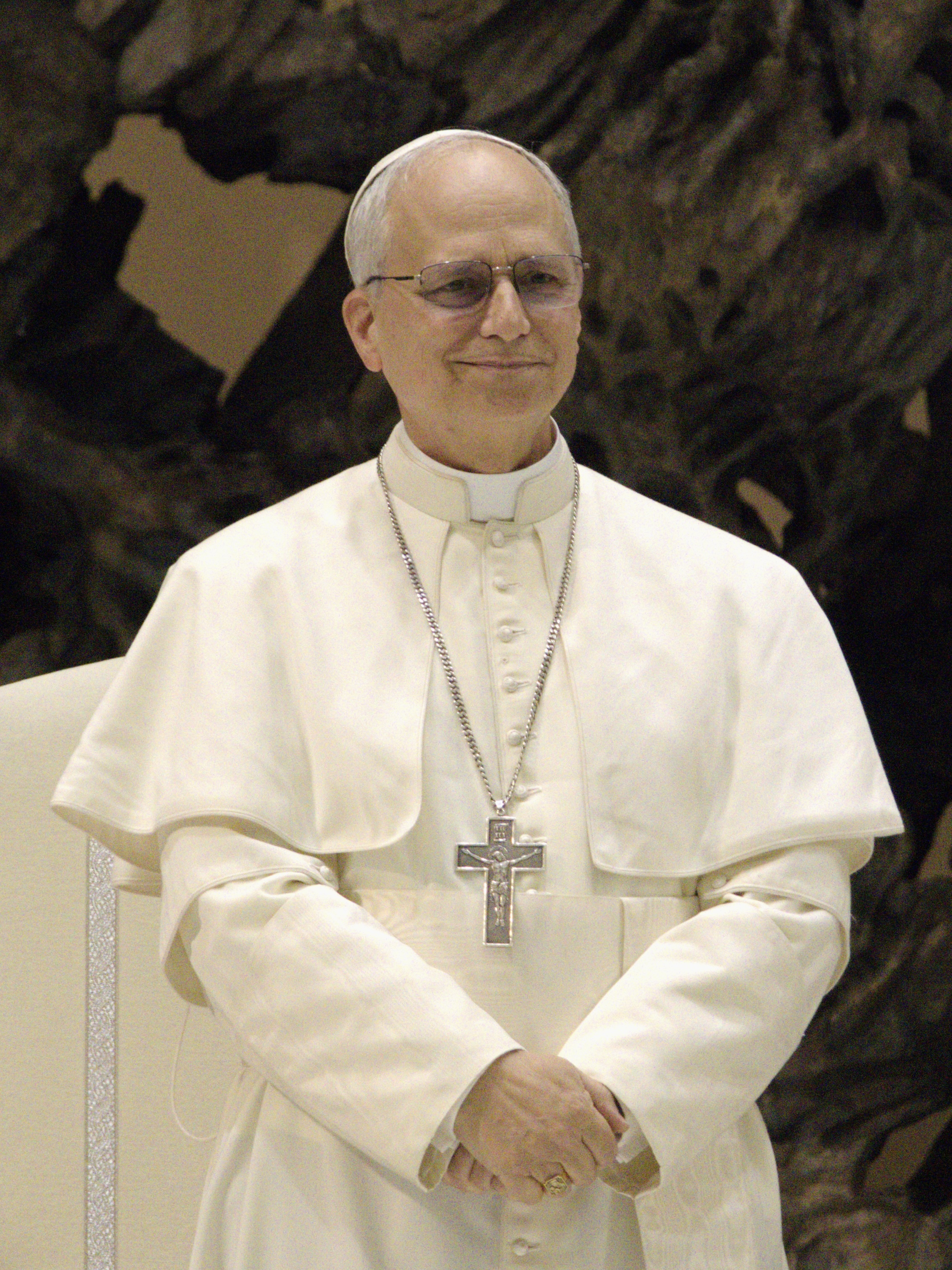
Papež Lev XIV.

Vatikán je volenou monarchií a zároveň jedinou absolutní monarchií v Evropě. Civilní správa státu Vatikán je silně provázaná se správou Svatého stolce. 
Hlavou státu i římskokatolické církve je papež, kterého doživotně volí sbor oprávněných kardinálů – konkláve. Nelze jej odvolat, může jedině sám abdikovat. Má absolutní zákonodárnou, výkonnou i soudní moc. Od května 2025 je papežem Lev XIV.
V případě uprázdněného papežského stolce po smrti nebo abdikaci papeže (sedisvakance) přechází moc na kolegium kardinálů a formální hlavou státu se až do doby zvolení nového papeže stává kardinál komoří (camerlengo).
Výkonnou moc deleguje papež na Governatorát Městského státu Vatikán (italsky Governatorato dello Stato della Città del Vaticano). Zákonodárná moc je realizována prostřednictvím Papežské komise pro městský stát Vatikán (italsky Pontificia Commissione per lo Stato della Città del Vaticano), kterou tvoří 7 kardinálů, volených papežem na 5 let. Od roku 2001 je prezident papežské komise zároveň prezidentem Governatorátu Městského státu Vatikán a lze jej považovat za předsedu vlády Vatikánu.

### Mezinárodní vztahy
Mezinárodní politika Vatikánu podléhá mezinárodní politice Svatého stolce. Vatikán proto nemá přímé diplomatické styky s jinými státy a zahraniční vztahy řídí Svatý stolec. Rovněž exteritoriální území Vatikánu spravuje Svatý stolec. Vzhledem k velikosti Vatikánu se všechna zahraniční velvyslanectví nacházejí mimo území státu, obvykle v Římě.
Vztahy s Itálií upravují Lateránské smlouvy z roku 1929. Podle nich je Vatikán z hlediska mezinárodního práva považován za neutrální území.
Vatikán není členem Evropské unie ani NATO. Není ani členem OSN, má zde však statut stálého pozorovatele. Stálým pozorovatelem je Vatikán rovněž v Organizaci pro výživu a zemědělství (FAO) a v UNESCO. Vatikán naopak je členem Mezinárodní agentury pro atomovou energii (MAAE) a Světové obchodní organizace (WTO).

### Právní systém
Základem právního systému je Základní zákon státu Vatikán, vyhlášený poprvé při vzniku Vatikánu v roce 1929 a naposledy změněný papežem Františkem dne 13. května 2023.
Papežská kurie, která je s Vatikánským městským státem v mnoha ohledech provázaná, se řídí apoštolskou konstitucí Praedicate Evangelium z roku 2022. Ta nahradila starší dokument Pastor Bonus z roku 1988.

I přes institucionální oddělení kanonického práva papežské kurie a právních norem Vatikánu je zdůrazňována nadřazenost kanonického práva vůči vatikánskému občanskému právnímu systému. Vatikánský stát rovněž přijímá italské zákony, pokud nejsou v rozporu s kanonickým právem. Do roku 2008 tak činil automaticky, poté oznámil, že budou nové zákony podrobeny přísnějšímu posuzování.

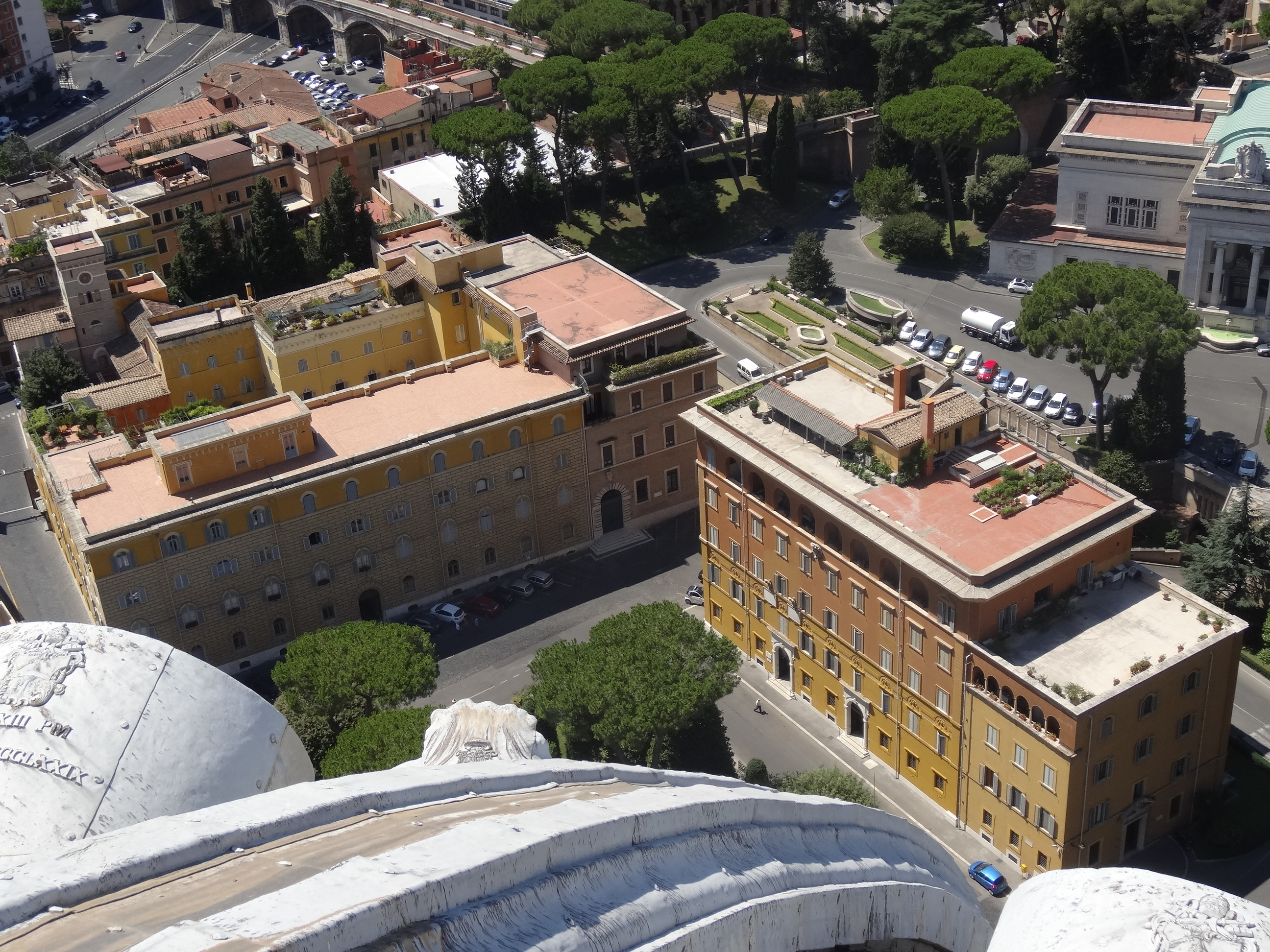
Sídlo soudu v Palazzo del Tribunale (vpravo) na náměstí svaté Marty

### Soudy a kriminalita
Vatikánský soudní systém naposledy reformoval papež František několika kroky v letech 2020 – 2023. Cílem změn byla větší nezávislost justice, zjednodušení a zvýšená efektivita celého systému i dodržování mezinárodních závazků. 
Představitelem soudní moci je papež, který tuto moc vykonává prostřednictvím soudu Vatikánského městského státu (italsky Tribunale dello Stato della Città del Vaticano), členěného do tří úrovní – soudu první instance, odvolacího a nejvyššího soudu. Všechny sídlí v Palazzo del Tribunale na náměstí svaté Marty, jižně od baziliky svatého Petra. Zájmy státu hájí od roku 2020 prokurátor, zvaný promotor spravedlnosti (italsky Promotore di Giustizia).

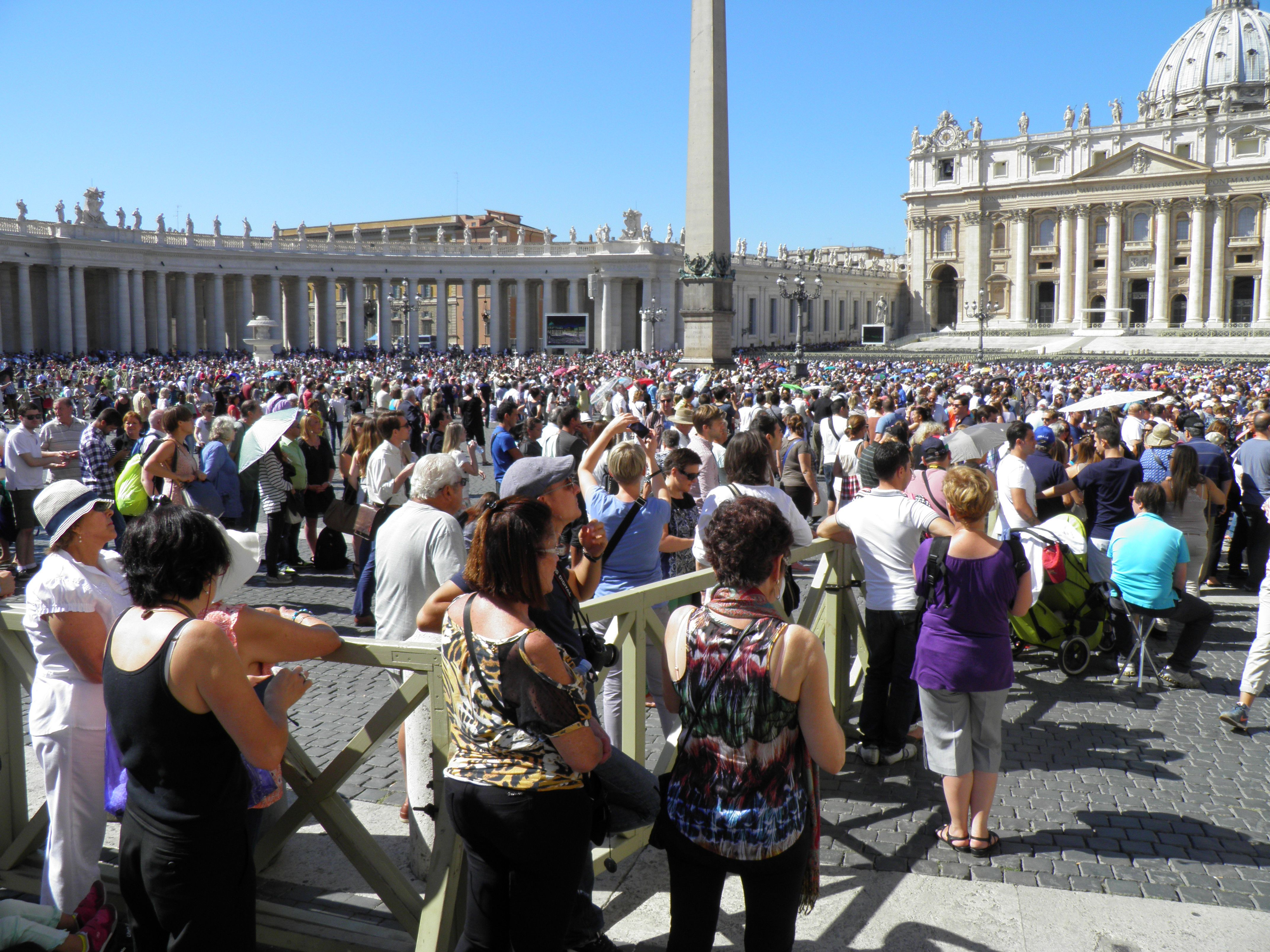
Davy na Svatopetrském náměstí jsou ideálním terčem pro kapsáře

Vatikán představuje stát s poměrně vysokou kriminalitou (v přepočtu na obyvatele dvacetkrát vyšší než v Itálii). V drtivé většině to způsobují kapsáři, kteří okrádají poutníky a turisty. Převážná část z nich se před soud nikdy nedostane, protože jsou obtížně odhalitelní, navíc nestřežené hranice s Itálií na náměstí sv. Petra jsou blízko, takže mají obvykle spolehlivou možnost utéct.
U složitějších případů může problémy způsobovat fakt, že Vatikán nikdy nevypracoval vlastní trestní zákoník a nadále používá italský trestní zákon ve znění ze 7. června 1929, který ovšem neřeší některé moderní formy kriminality (obchod s drogami, počítačová kriminalita aj.). Teprve reformy v posledním desetiletí doplňují komplexnost zákonů tak, aby kauzy nemusely být nouzově řešeny za použití mezinárodních smluv a některých velmi vágních ustanovení v původním zákoníku. Příkladem může být bývalý zaměstnanec Vatikánu (krátce před svým zadržením propuštěný pro trestní stíhání v Itálii), který byl přistižen při držení drog, což zákony Vatikánu neřešily. Byl odsouzen na 4 měsíce do vězení na základě mezinárodní protidrogové konvence a trestního zákona, který umožňuje udělit tento trest v případě jednání zákonem přímo nejmenovaného, pokud „ohrožuje zdraví, morálku a víru“.
V 70. a 80. letech 20. století byla do velkých politických a finančních skandálů zapletena Vatikánská banka (oficiálně Institut pro náboženská díla). Obvinění ze špatného hospodaření, praní špinavých peněz a finančních podvodů se pak opakovala až do počátku 21. století, což vedlo k řadě reforem ve finanční správě i v právních předpisech.
 

Vatikán nemá k dispozici žádné vlastní věznice, s výjimkou tří cel pro vyšetřovací vazbu v sídle vatikánských četníků na Via del Pellegrino. Odsouzení jsou proto na základě Lateránských smluv umisťování v italských věznicích, přičemž náklady hradí Vatikán. Na žádost Vatikánu mohou být provinilci stíháni italskou policií a souzeni italskými soudy, pokud se skrývají na italském území, stejně tak Vatikán vydává do Itálie osoby, které jsou tam stíhané a chtěly by se ve Vatikánu skrývat.

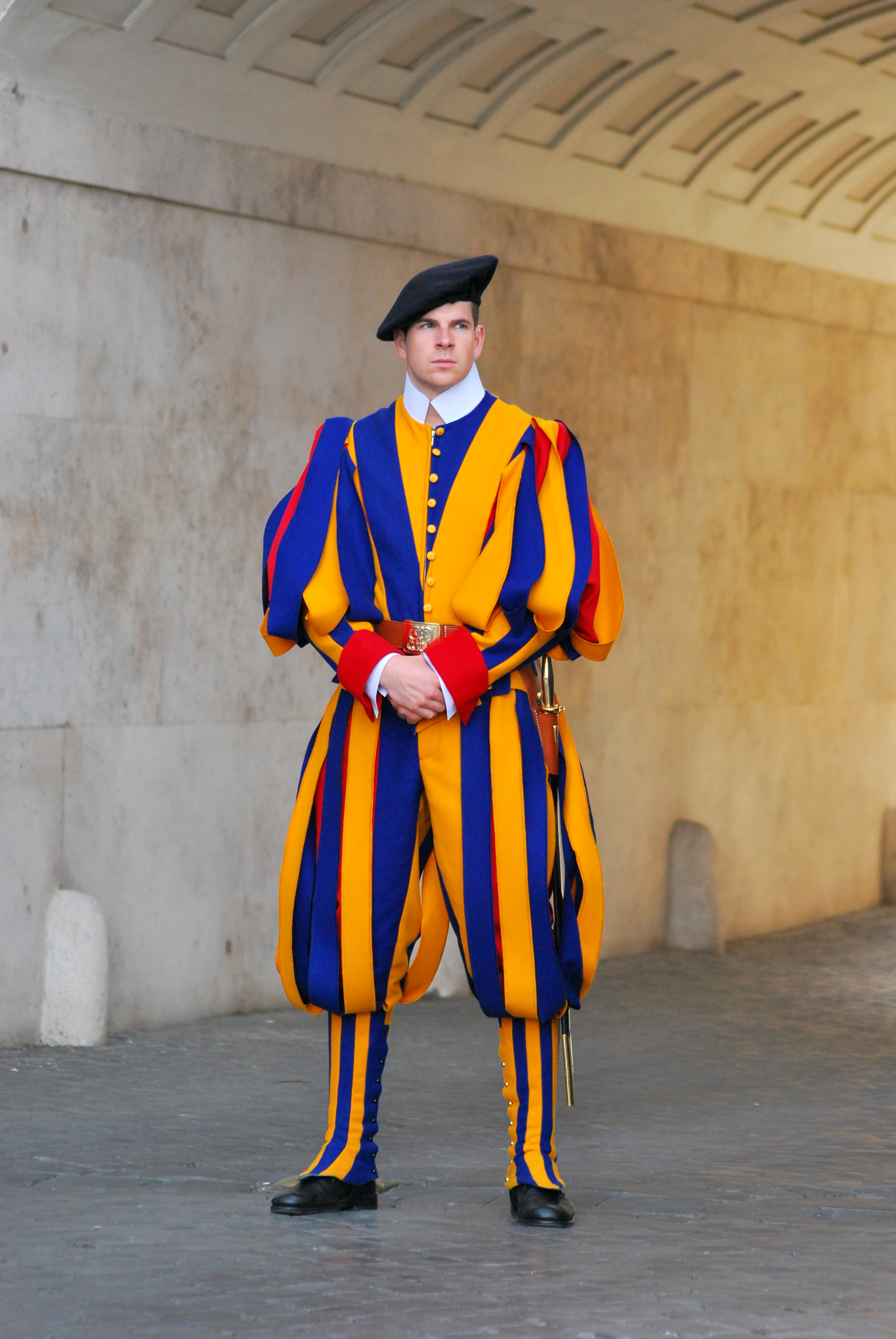
Švýcarská garda v tradiční uniformě

### Bezpečnostní složky

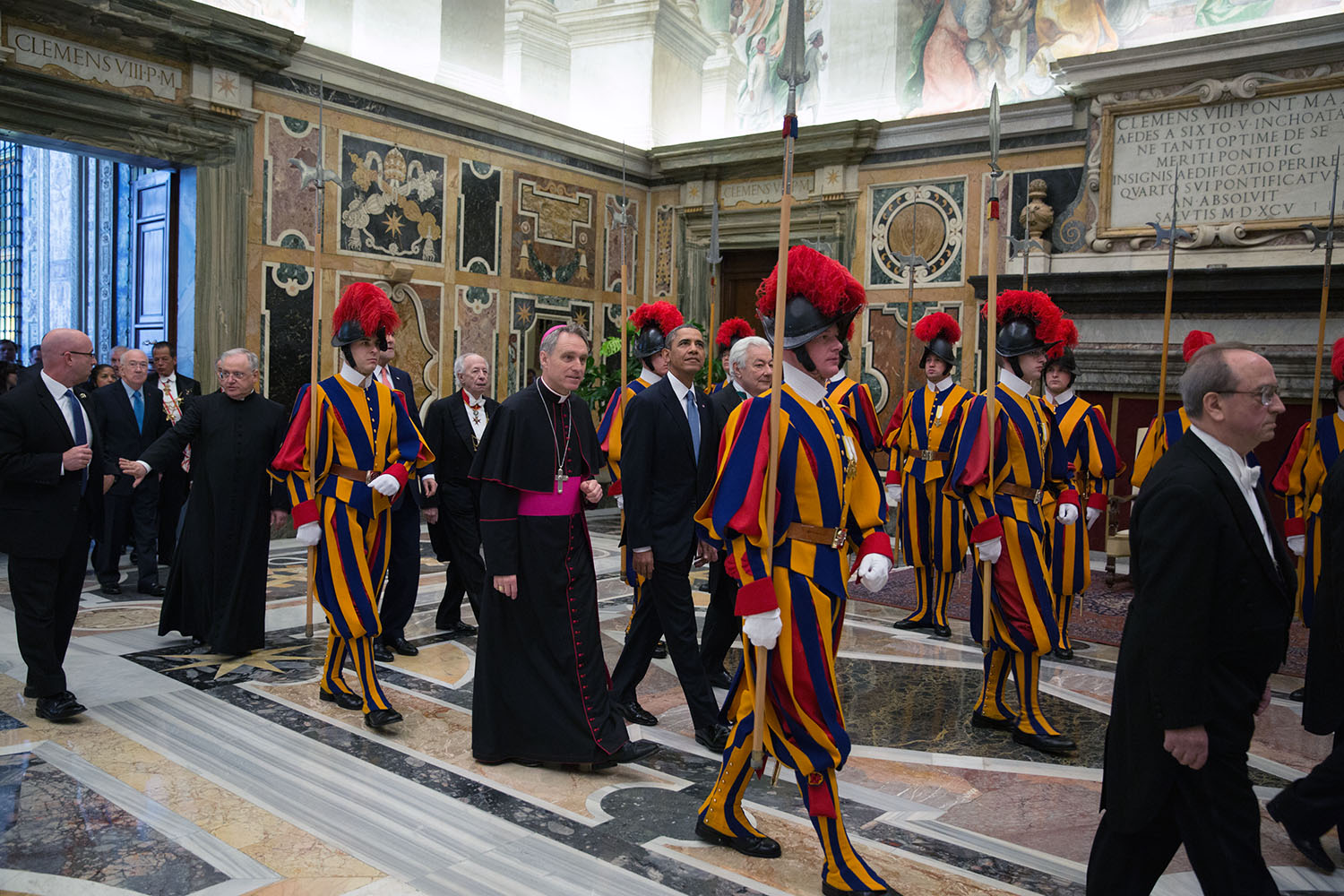
Švýcarská garda

Jedním ze symbolů Vatikánu je Švýcarská garda, vojenská jednotka Svatého stolce, jejíž zodpovědností je osobní bezpečí papeže a lidí pobývajících na území městského státu. Papežská švýcarská garda vznikla na základě smlouvy s katolickými kantony Švýcarské konfederace z roku 1506. Její příslušníci se vyznamenali během plenění Říma roku 1527. Všichni rekruti musí být katolického vyznání, nesezdaní muži se švýcarským občanstvím, kteří dokončili základní vojenskou službu ve Švýcarské armádě, mezi 19 a 30 lety, a nejméně 174 cm vysocí. Členové gardy jsou vybaveni střelnými zbraněmi, tradičně také halapartnami, a vycvičení jako bodyguardi. Současně jsou členy vatikánského fotbalového týmu.

V minulosti k ozbrojeným složkám Vatikánu patřili také četníci, Palatinská garda a Vznešená garda. Všechny vojenské složky s výjimkou Švýcarské gardy byly v roce 1970 papežem Pavlem VI. rozpuštěny a četnictvo (Corpo della Gendarmeria) bylo přesunuto z vojenské do civilní sféry.

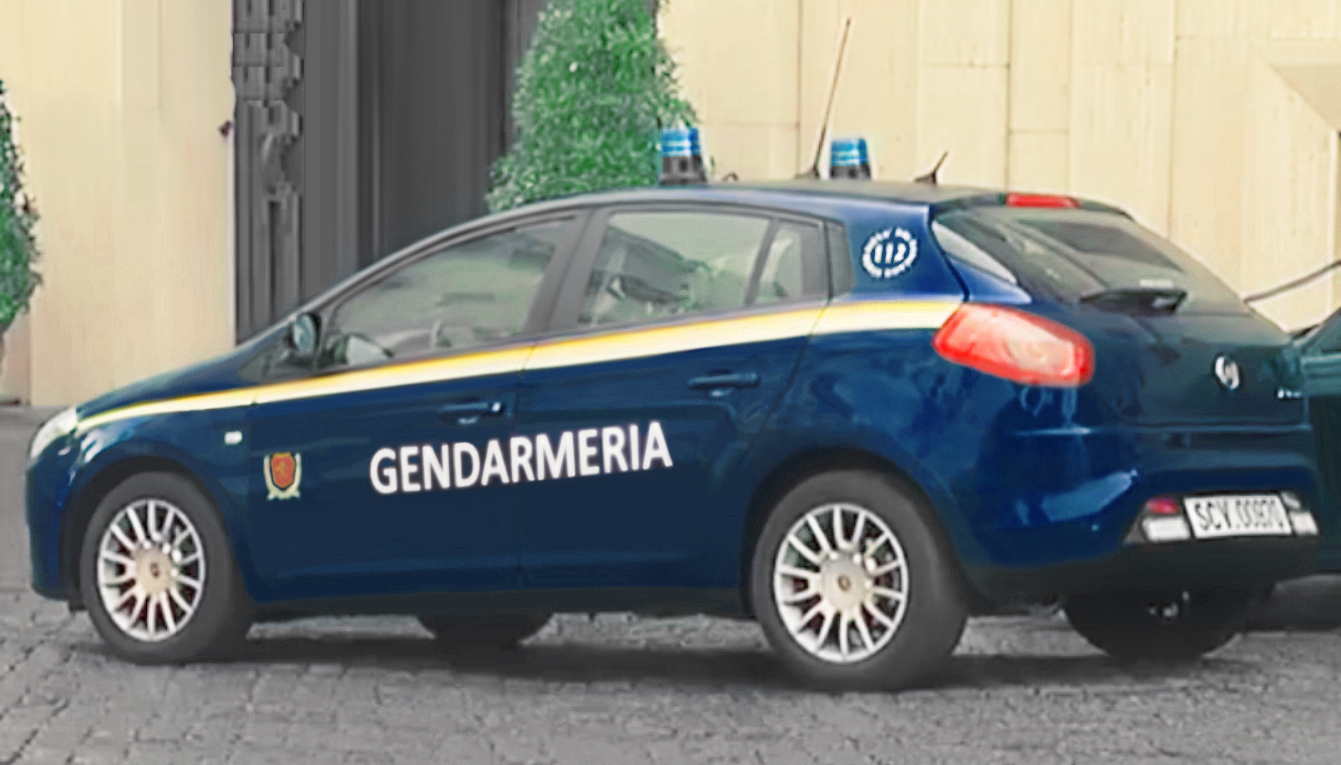
Četnické vozidlo

Corpo della Gendarmeria je četnictvo, policie a bezpečnostní jednotka Vatikánu a jeho exteritoriálních majetků. Jejím úkolem je dohled nad veřejným pořádkem, kontrola hranic, dodržování zákonů, dopravní kontrola i kriminální vyšetřování v Městském státu Vatikán včetně zajištění bezpečnosti papeže mimo území Vatikánu. Sbor má 130 členů a je na rozdíl od Švýcarské gardy podřízen vedení Městského státu Vatikán (Oddělení bezpečnosti a civilní ochrany Governatorátu státu Vatikán).
K bezpečnostním složkám patří též Hasičský sbor Vatikánského městského státu, který zodpovídá za ochranu lidí a majetku v případě požáru i dalších nenadálých a nepředvídatelných situací. Vatikánští hasiči zabezpečují prevenci poškození nebo zničení vzácných dokumentů a artefaktů. Zajišťují instalaci a údržbu hasičského vybavení i zabezpečovacích systémů přímo ve Vatikánu, ale i na exteritoriálních územích v Římě. Hasičský sbor také asistuje při všech příletech a odletech z heliportu ve Vatikánských zahradách a má na starosti vztyčení a bezpečný provoz dočasného komína nad Sixtinskou kaplí, kterým je pomocí kouře oznamováno zvolení nového papeže během papežského konkláve. Vatikánští hasiči jsou rovněž podřízeni Oddělení bezpečnosti a civilní ochrany Governatorátu státu Vatikán.

## Ekonomika

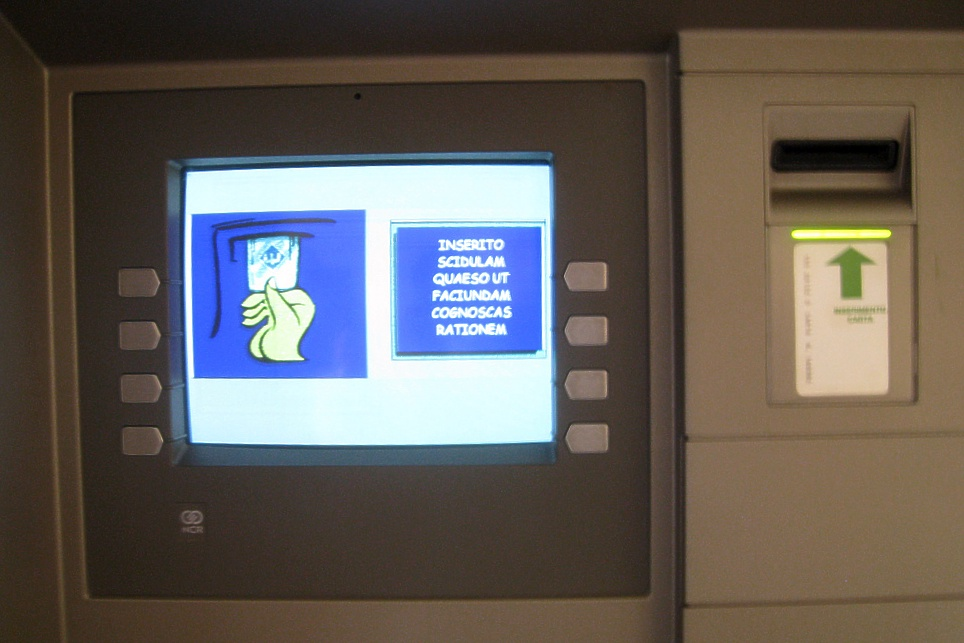
Vatikánský bankomat s instrukcemi v latině

Ekonomika Vatikánu má unikátní nekomerční ráz. Vatikán nemá žádné produktivní hospodářství, vše potřebné se dováží. Nejsou tu žádné lesy, orná půda, pastviny ani přirozené zdroje pitné vody. Významnou částí příjmů je však turistický ruch (prodej suvenýrů i vstupné do muzeí), pronájmy nemovitostí a také dary věřících z celého světa (tzv. Petrův haléř). Nemalé jsou i výnosy z odškodnění z roku 1929, z vydávání poštovních známek, mincí, knih a katolických novin.
Oficiální měnou je od 1. ledna 2002 euro, které nahradilo vatikánskou liru. Vatikán razí díky dohodě s Evropskou unií již od roku 1999 vlastní typ euromincí, jejich produkce je však přísně limitována. Díky tomu jsou mince, podobně jako vatikánské poštovní známky, vyhledávány sběrateli.
Vatikán má vlastní banku IOR (Istituto per le Opere di Religione) a dokonce i bankomat, pravděpodobně jediný s instrukcemi v latině.  

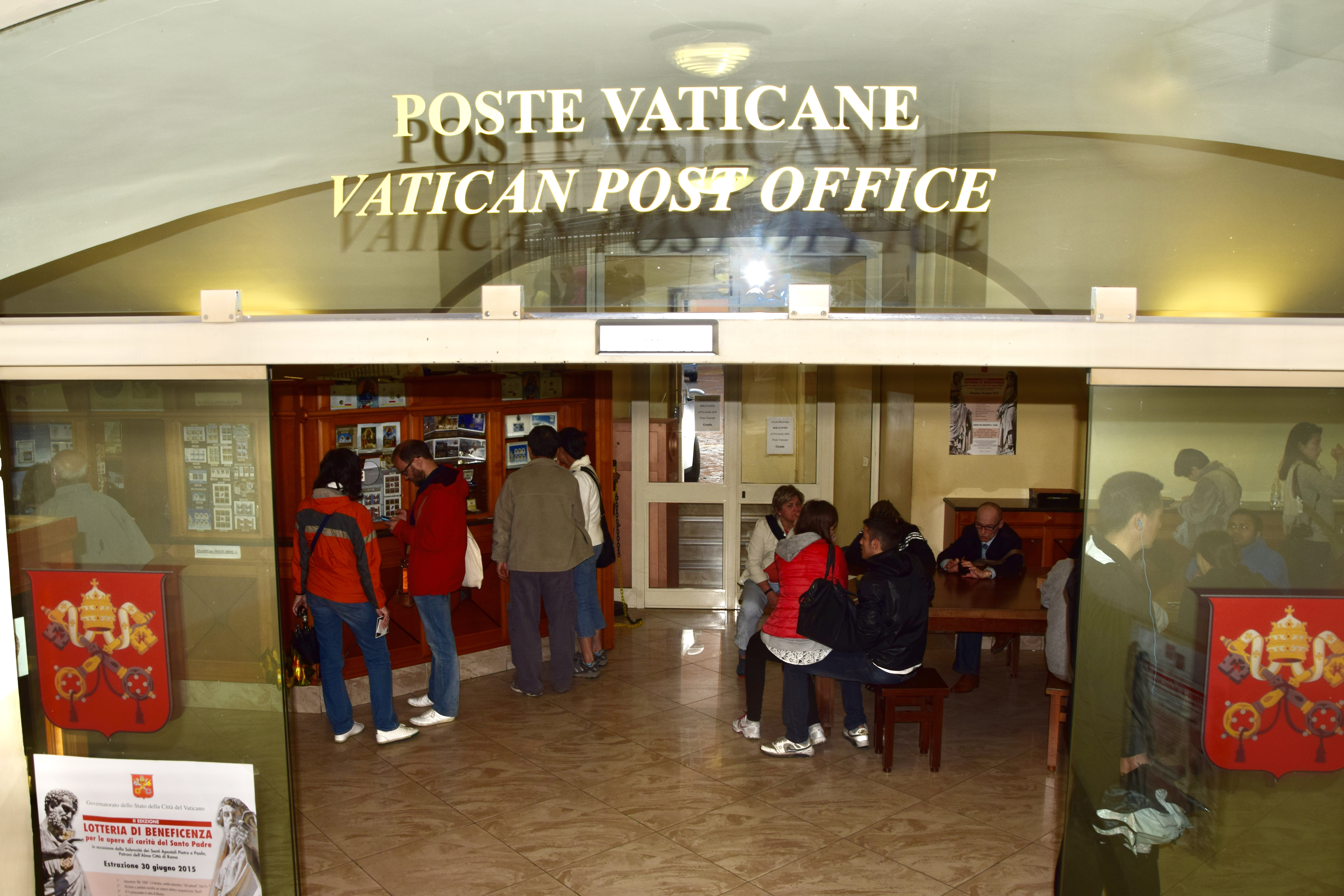
Pobočka vatikánské pošty

### Infrastruktura
Přes svou nepatrnou velikost má Vatikán vlastní rozhlas, televizi, noviny, banku, poštu, lékárnu, supermarket, heliport i železnici s nádražím. Elektřinu získává Vatikán z Itálie, jen velmi malé množství se vyrábí díky solárním panelům.  
Městu slouží od roku 1930 nezávislý moderní telefonní systém, spravovaný Vatikánskou telefonní službou (italsky Servizio dei Telefoni dello Stato della Città del Vaticano). Mezinárodní předvolba Vatikánu je +379, běžně se ale místo ní používají čísla s italskou předvolbou.
Vatikán také disponuje vlastní internetovou doménou nejvyššího řádu „.va“ a předponou Mezinárodní telekomunikační unie „HV“, která je občas využívána radioamatéry. 

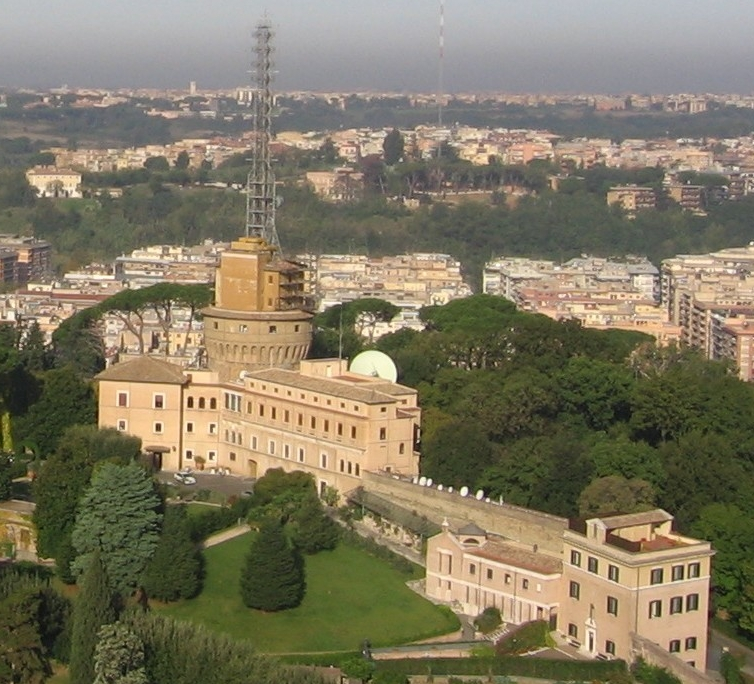
Historická budova Radia Vatikán ve Vatikánských zahradách z roku 1936.

Vatikánská pošta byla založena ihned po vzniku státu Vatikán v roce 1929. Poštovní služby, navazující na dlouhou historii pošty papežského státu, bývají považovány za jedny z nejlepších na světě. Ročně zpracují na 140 tun pošty a šest milionů pohlednic. Ikonické jsou žluté poštovní schránky. Vatikánské poštovní známky jsou mezi sběrateli ceněné a oblíbené.
Rádio Vatikán (italsky Radio Vaticana) od roku 1929 vysílá na krátkých, středních i velmi krátkých vlnách a na internetu. Přináší informace z Vatikánu a katolického světa i podrobné reportáže o činnosti papeže a o jeho cestách. Televizní vysílání připravuje od roku 1983 Vatikánské televizní centrum, přičemž části programu souběžně vysílají i jiné italské nebo katolické televizní kanály, například Telepace či RAI (pod značkou Rai Vaticano). Rozhlas, televize a další média, včetně deníku L'Osservatore Romano byla v roce 2015 převedena do správy Dikasteria pro komunikaci, které je později sloučilo pod hlavičkou internetového portálu Vatican News.
Noviny i oficiální dokumenty tiskne Vatikánská tiskárna (italsky Tipografia vaticana), která produkuje také různé umělecké publikace, vydávané Vatikánským nakladatelstvím (italsky Libreria editrice vaticana).

#### Doprava
Od roku 1929 má Vatikán vlastní malé nádraží, které však slouží hlavně k přepravě nákladů a jen zcela výjimečně k osobní dopravě. V roce 1976 nechal papež Pavel VI. ve Vatikánských zahradách vybudovat heliport, který slouží pro krátké lety vrtulníkem.

## Obyvatelstvo

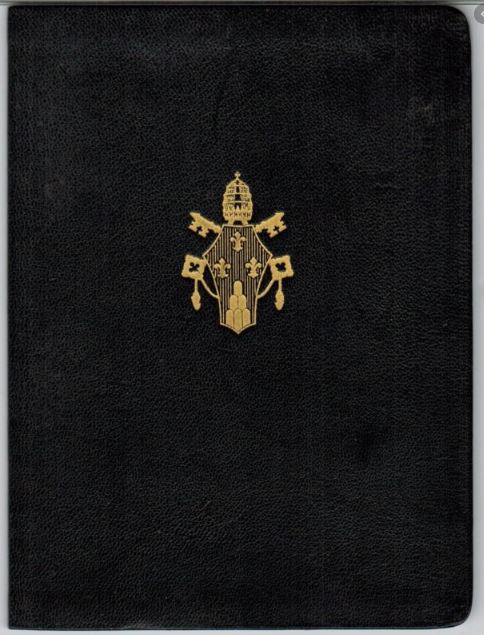
Vatikánský pas mělo v roce 2023 celkem 64 osob'

Vatikán měl v roce 2023 celkem 764 obyvatel. Kromě duchovních se jedná především o laické zaměstnance a jejich rodinné příslušníky. Dalších asi 2 500 zaměstnanců, kteří ve Vatikánu pracují, žije v Římě a okolí. 
Vatikánské občanství mělo v roce 2019 celkem 618 osob, z nichž však jen 246 žilo přímo ve Vatikánu – jedná se především o kardinály a hodnostáře papežských grémií, ale také o členy Švýcarské gardy, kterých je ve Vatikánu zhruba 100 (104 k 1. únoru 2019). Více než polovina vatikánských občanů žije v jiných zemích, především jako diplomaté (nunciové). 
Všichni občané i obyvatelé Vatikánu musí být římskokatolického vyznání.
Vatikánské občanství je udělováno na základě jmenování do funkce a vztahuje se i na ostatní členy domácnosti jmenované osoby. Je ovšem obvykle omezeno na dobu výkonu funkce a poté zaniká. Mezi vatikánskými občany je tak i několik málo žen. Většinou se jedná o rodinné příslušníky vybraných zaměstnanců (důstojníci švýcarské gardy, hlavní zahradník aj.). Od počátku 21. století se však i ženy stávají přímými zaměstnankyněmi. V roce 2016 byla založena organizace Donne in Vaticano, sdružující ženy ve Vatikánu.

### Jazyk
Vatikán nemá oficiálně stanovený žádný úřední jazyk. Na rozdíl od Svatého stolce, který využívá latinu, se k běžné komunikaci i pro úřední dokumenty používá italština. Objevují se zde však i jiné jazyky, protože obyvatelé pocházejí téměř z celého světa. Švýcarská garda dostává povely v němčině. Každý příslušník této gardy pak skládá svou přísahu v mateřském jazyce – v němčině, italštině, francouzštině či rétorománštině.

### Zdravotnictví
Vatikán nemá k dispozici žádná zařízení lékařské péče a jeho obyvatelé proto využívají ordinace a nemocnice v Itálii. Naopak vysoké návštěvnosti nejen vatikánských, ale i italských občanů se těší Vatikánská lékárna, založená roku 1874. Vyhledávaná je mimo jiné i z toho důvodu, že nabízí produkty, které jsou v Itálii často nedostupné nebo výrazně dražší.

## Vzdělávání a věda
Školy pro děti a mládež ve Vatikánu neexistují. Struktura obyvatelstva nevyžaduje existenci nižších stupňů vzdělávání a současně je Vatikán příliš malý na to, aby poskytl místo velkým vzdělávacím institucím. Svatý stolec však provozuje několik desítek vzdělávacích institucí se sídlem v Římě. Patří mezi ně:
- Papežská univerzita Gregoriana
- Papežská univerzita Urbaniana
- Papežská univerzita svatého Tomáše Akvinského
- Papežská univerzita Svatého Kříže
- Papežská lateránská univerzita

Při Vatikánském apoštolském archivu působí také specializovaná škola, zaměřená na archivnictví a některé pomocné vědy historické – Scuola Vaticana di Paleografia, Diplomatica e Archivistica. Vatikánská apoštolská knihovna provozuje školu, zaměřenou na knihovnictví – Scuola Vaticana di Biblioteconomia.
Na pomezí vzdělávání a vědy stojí papežské akademie. K roku 2022 existovaly:
- Papežská akademie výtvarných umění a literatury (Pontificia Insigne Accademia di Belle Arti e Letteratura dei Virtuosi al Pantheon) – rok založení 1542
- Papežská akademie věd (Pontificia Accademia delle Scienze) – rok založení 1603
- Papežská církevní akademie (Pontificia Accademia Ecclesiastica) – rok založení 1701
- Papežská teologická akademie (Pontificia Accademia di Teologia) – rok založení 1718
- Papežská římská archeologická akademie (Pontificia Accademia Romana di Archeologia) – rok založení 1810
- Papežská akademie sv. Tomáše Akvinského (Pontificia Accademia di San Tommaso d'Aquino) – rok založení 1879
- Papežská akademie Cultorum Martyrum (Pontificia Academia Cultorum Martyrum) – rok založení 1879
- Papežská akademie společenských věd (Pontificia Accademia delle Scienze Sociali) – rok založení 1994
- Papežská akademie pro život (Pontificia Accademia Pro Vita) – rok založení 1994
- Papežská mezinárodní mariánská akademie (Pontificia Academia Mariana Internationalis) – rok založení 1946
- Papežská latinská akademie (Pontificia Academia Latinitatis) – rok založení 2012

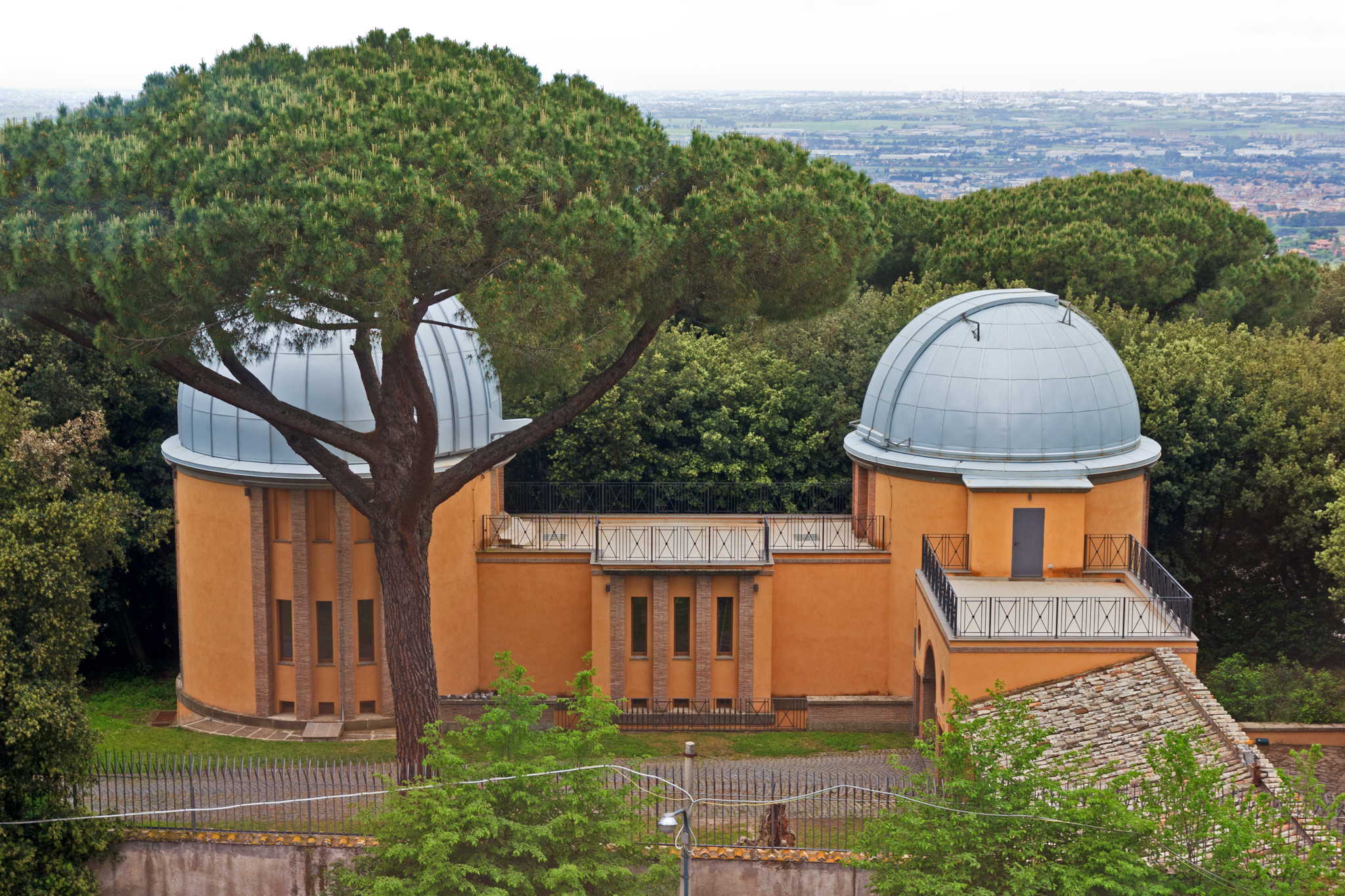
Budova vatikánské observatoře v areálu papežského letního sídla v Castel Gandolfo

Vědeckému výzkumu se věnuje rovněž Vatikánská observatoř. První pozorování probíhala v 16. století na Věži větrů (italsky Torre dei Venti nebo Torre Gregoriana), nacházející se nad palácem při severní straně nádvoří Belvedere ve Vatikánu. Koncem 19. století byly pro účely astronomického studia upraveny kruhové věže, které jsou součástí středověkých leonských hradeb v západní části Vatikánu. V roce 1935 však musely být přístroje kvůli světelnému znečištění přesunuty do areálu papežského letního sídla v Castel Gandolfu, přibližně 30 km jihovýchodně od Vatikánu.

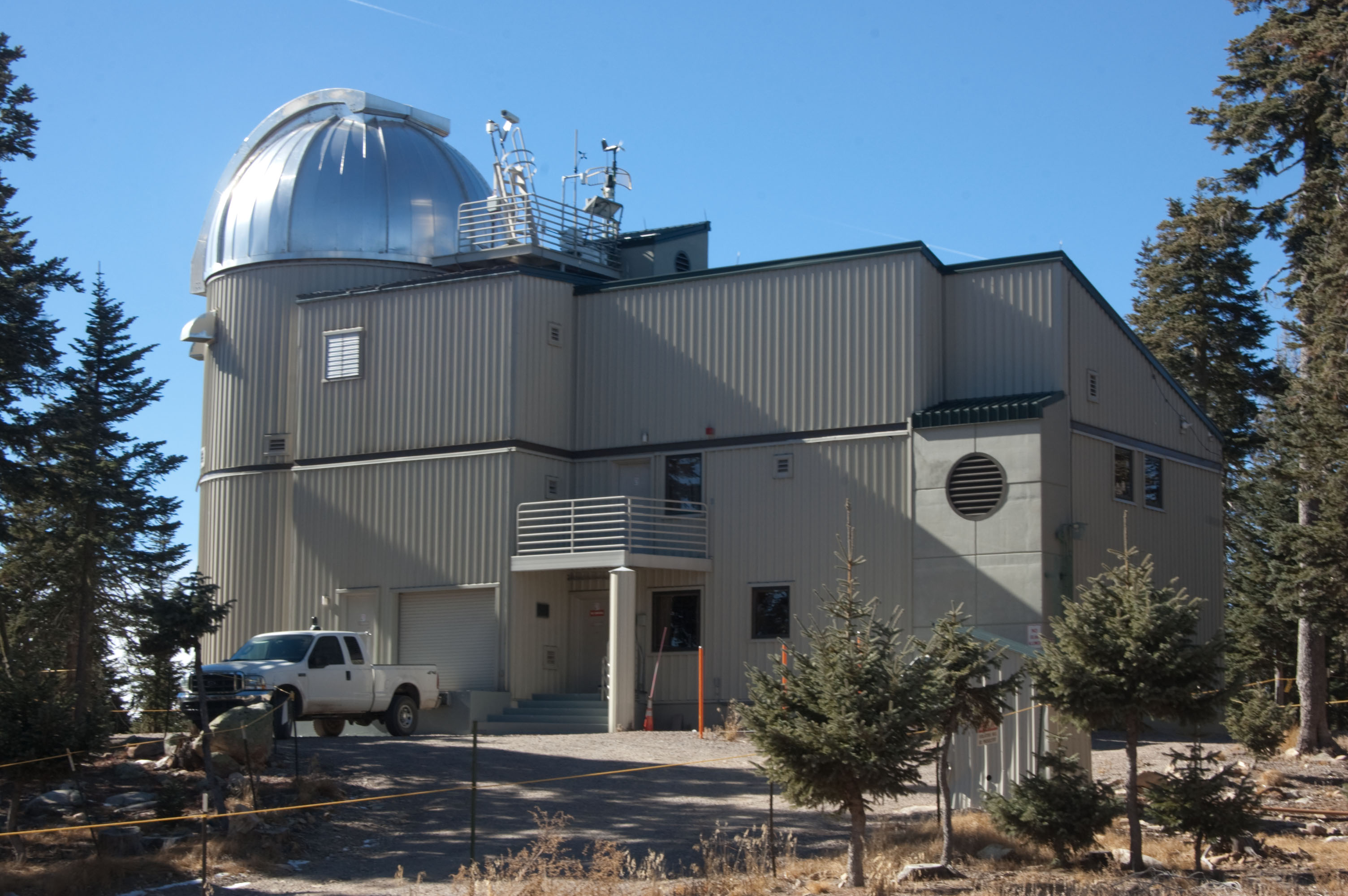
Budova dalekohledu VATT na observatoři Mount Graham

Od roku 1995 observatoř provozuje též dalekohled Vatican Advanced Technology Telescope (VATT) na mezinárodní observatoři Mount Graham v USA, zatímco areál v Castel Gandolfo již kvůli světelným podmínkám může jen s obtížemi konkurovat moderním pozorovatelnám. Pracoviště však stále slouží ke zpracovávání dat, nachází se tu i bohatá knihovna, malé muzeum historických přístrojů a zejména unikátní sbírka meteoritů, dosahující počtu 1100 vzorků z více než 500 meteoritů o celkové hmotnosti 150 kg.

## Kultura

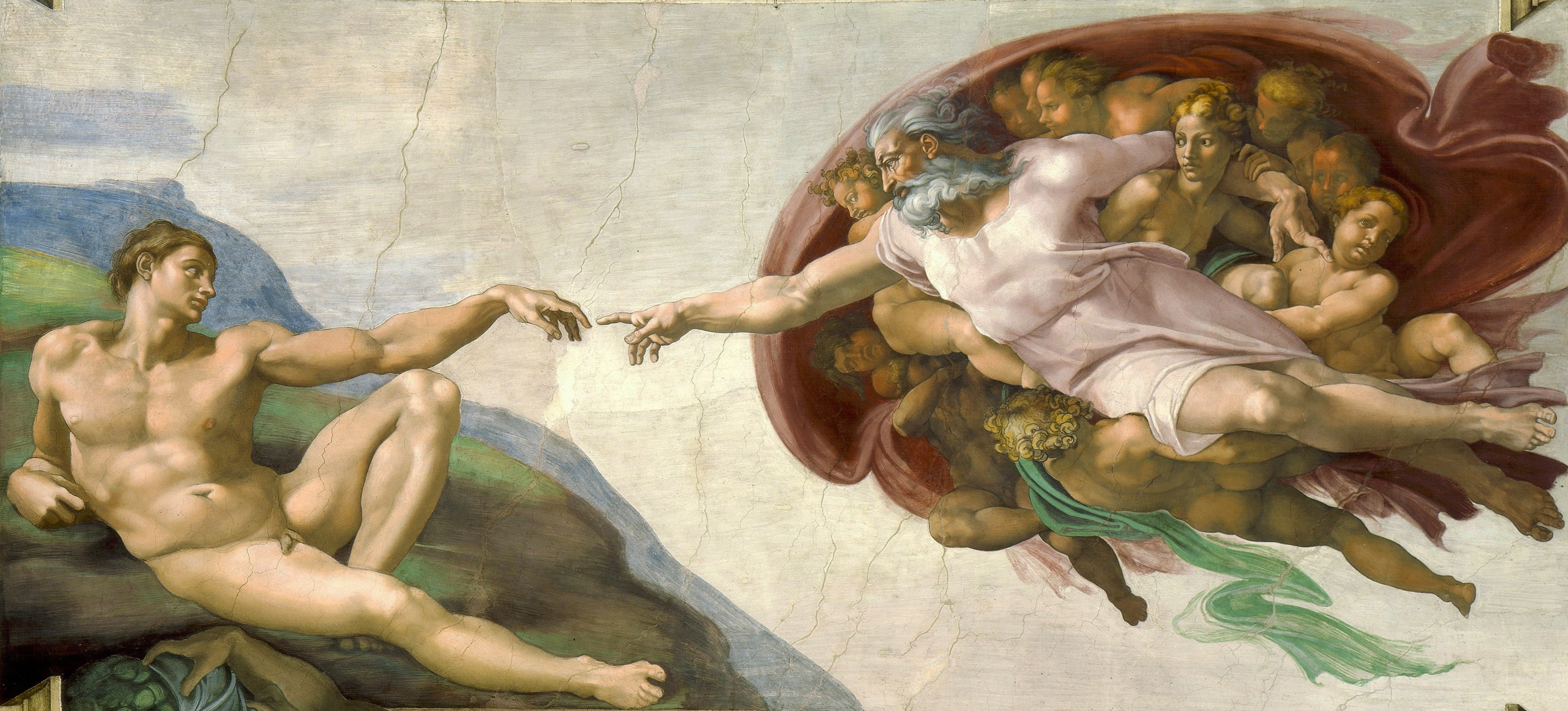
Michelangelovo Stvoření Adama

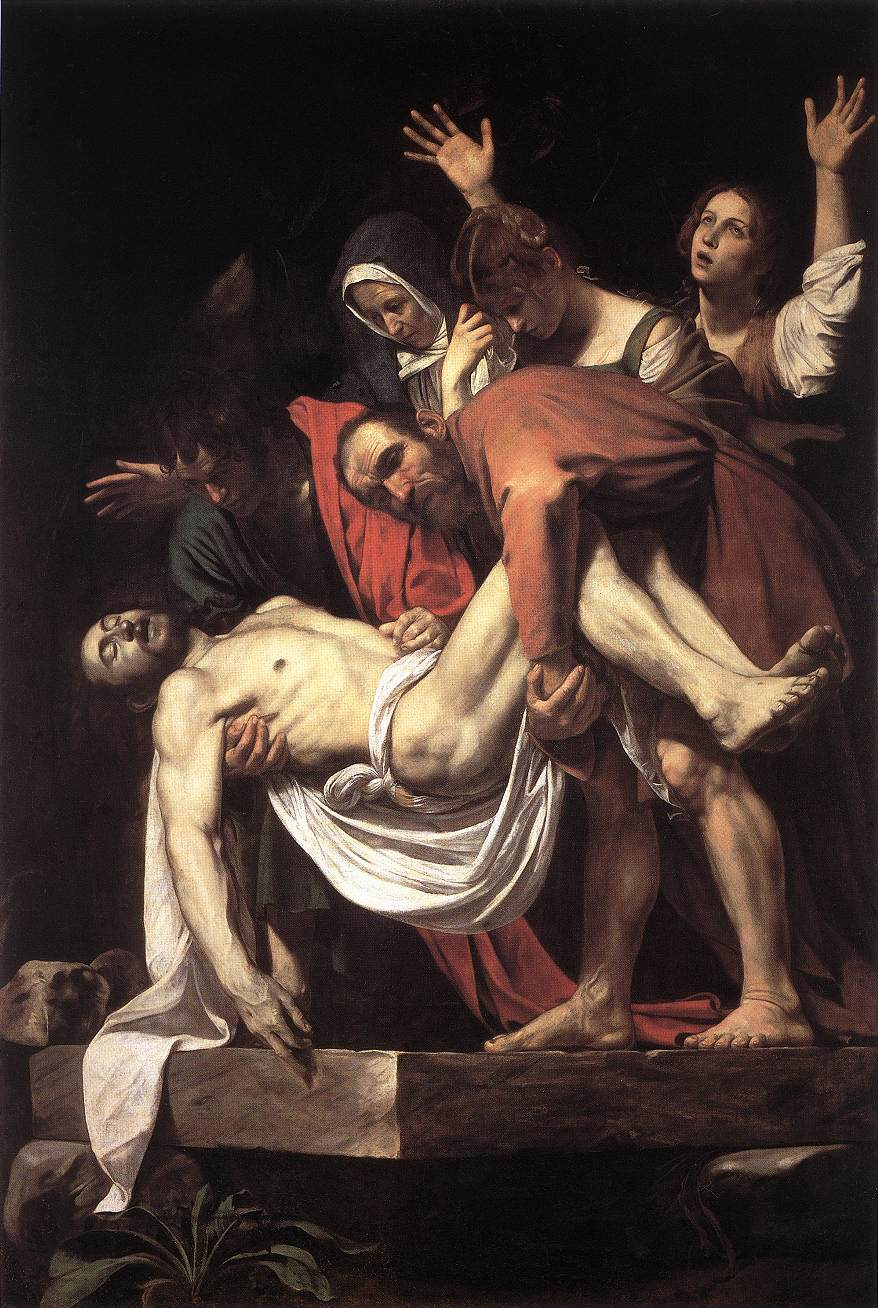
Caravaggiovo Snímání z kříže

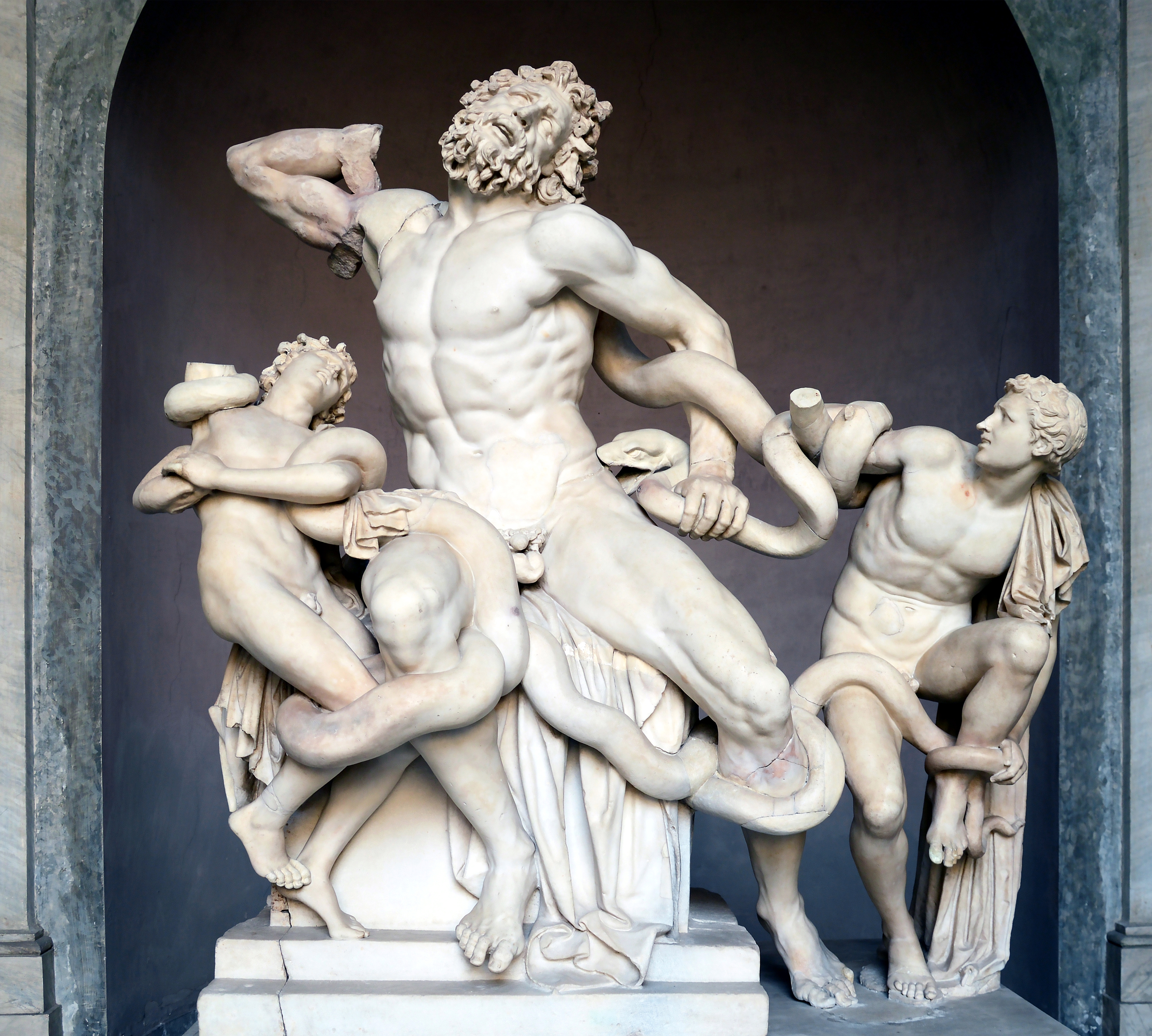
Láokoón a jeho synové

Vatikán je domovem jedněch z nejslavnějších uměleckých památek na světě. V roce 1984 byl zapsán na Seznam světového kulturního dědictví UNESCO. Jde o jediný zápis celého státu na tento seznam. Navíc je území Vatikánu podle Haagské úmluvy z roku 1954 zvlášť chráněno jako významná kulturní památka v případě válečného konfliktu.
Bazilika sv. Petra, k jejímž architektům patří Donato Bramante, Michelangelo Buonarroti, Giacomo della Porta, Carlo Maderno a Gian Lorenzo Bernini, je skvostem renesanční architektury. 
Sixtinská kaple je známá svými freskami, od umělců jako byli Perugino, Domenico Ghirlandaio a Sandro Botticelli. Na stropě je proslulá nástěnná malba Poslední soud od Michelangela nebo jeho Stvoření Adama. K umělcům, kteří vyzdobili interiéry dalších prostor ve Vatikánu, patří i Raffael Santi a Fra Angelico. Například v severním křídle Apoštolského paláce se nachází Raffaelovy sály, z nichž nejznámějším je Síň segnatura, kde lze spatřit proslulé Raffaelovy fresky Athénská škola nebo Disputace o Svátosti oltářní.

Mimořádný historický, vědecký a kulturní význam mají též Vatikánská apoštolská knihovna a sbírky Vatikánských muzeí. 

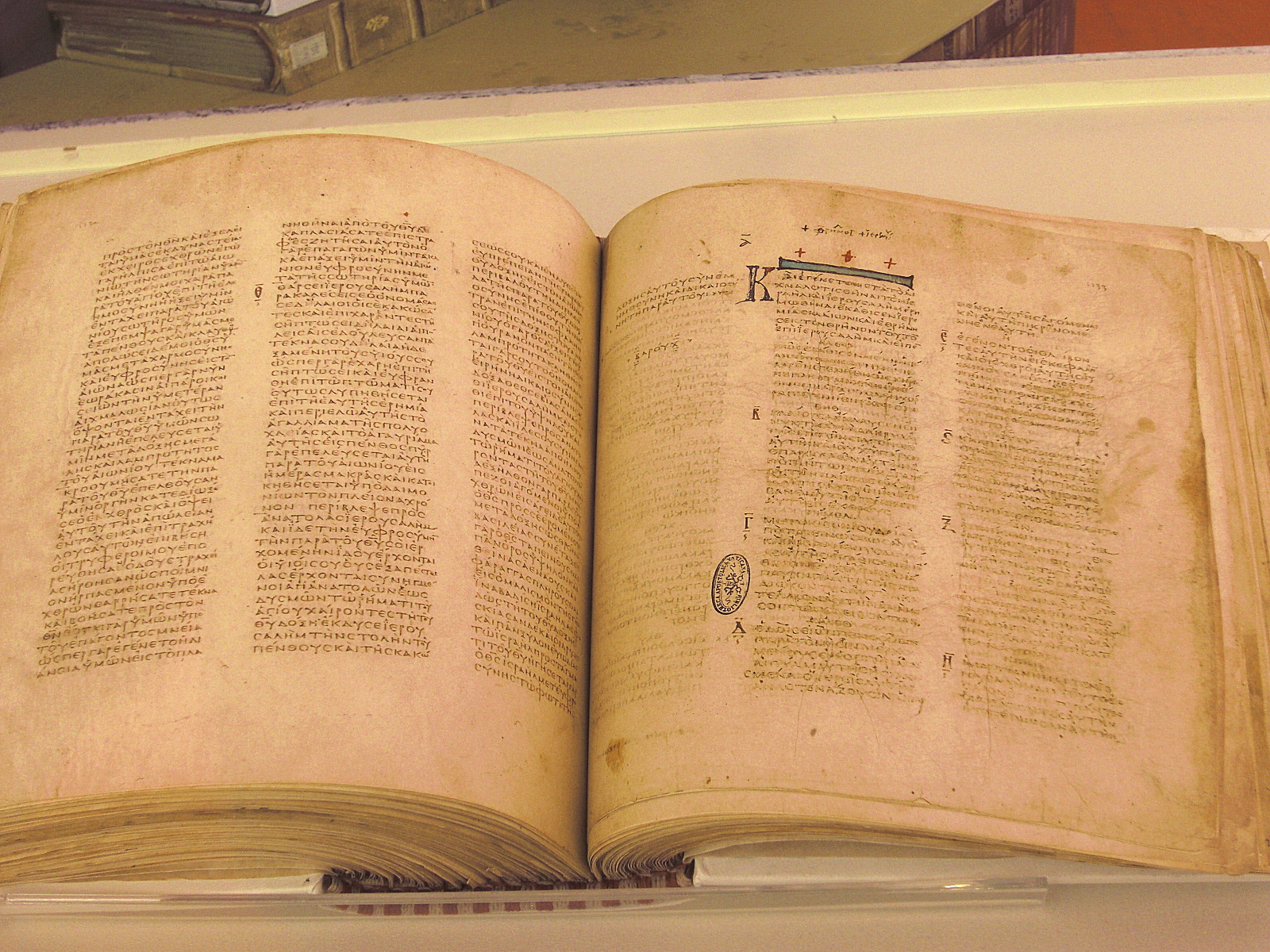
Vatikánský kodex

Vatikánská knihovna ve svých sbírkách opatruje největší sbírku rukopisů na světě (přes 80 000) a kolem 1 600 000 tištěných knih, včetně téměř 9000 prvotisků (inkunábulí), vzácných knih vytištěných v počátcích knihtisku. Pečuje ale i o rozsáhlé sbírky mincí a medailí, grafické listy a fotografie. Byla založena v polovině 15. století Mikulášem V. Jednou z nejcennějších knih, které má tato instituce ve svých sbírkách, je Vatikánský kodex – jeden z nejstarších a nejlépe dochovaných rukopisů řecké bible. Unikátem jsou též Bodmerovy papyry 14–15, jež obsahují Lukášovo a Janovo evangelium z roku 200.
V 17. století byl z Vatikánské knihovny vyčleněn Vatikánský apoštolský archiv, který uchovává miliony dokumentů Svatého stolce – státní písemnosti, korespondenci, účetní knihy a další dokumenty, včetně archivů vybraných klášterů a řádů z 8.–20. století. Vzhledem k významu a rozsáhlé činnosti středověké papežské kanceláře zachovává archiv nedocenitelné podklady pro dějiny téměř celé Evropy.
Unikátní filmové snímky uchovává Vatikánská filmotéka, která byla založena 16. listopadu 1959 Janem XXIII., aby shromažďovala a uchovávala filmy o katolické církvi. V současnosti obsahuje na 8000 titulů – historické dokumentární filmy o papežích a církevním dění, filmové týdeníky, ale i různé komerční filmy s odpovídající tematikou nebo s vysokou uměleckou hodnotou. Součástí jsou i mnohé raritní snímky z počátků kinematografie. Nejstarší snímek „Papež Lev XIII. ve vatikánských zahradách“ pochází z roku 1896.
Vatikánská muzea jsou jedním z největších komplexů uměleckých sbírek na světě. Založil je papež Julius II. Unikátní je sbírka antických soch, která obsahuje skvosty jako jsou Láokoón a jeho synové, Augustus z Prima Porty nebo Apollón Belvederský. Součástí je pinakotéka, kde lze spatřit například Raffaelovo Korunování Panny Marie, nedokončený obraz Svatý Jeroným na poušti Leonarda da Vinciho nebo Caravaggiovo Snímání z kříže. Povětšinou jde o skvosty renesančního malířství, ale v roce 1973 byla zřízena i sbírka moderního duchovního umění, kde lze nalézt obrazy Vincenta van Gogha, Paula Gauguina, Marca Chagalla, Paula Klee, Salvadora Dalího nebo Pabla Picassa.
Součástí Vatikánských muzeí je i Etruské či Egyptské muzeum, kde je řada významných archeologických památek, například staroegyptské sarkofágy z 3. tisíciletí př. n. l.

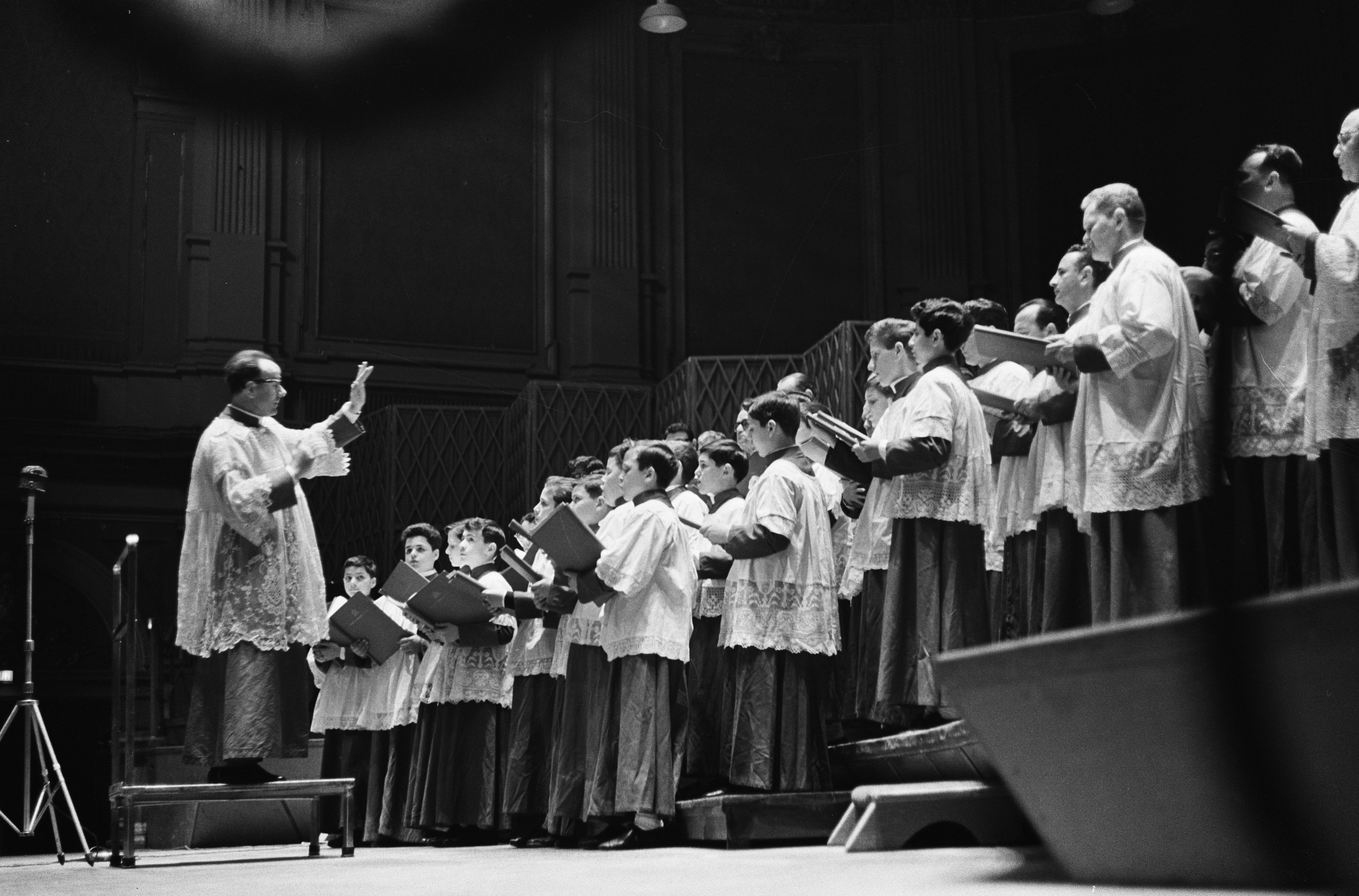
Sbor Sixtinské kaple

### Hudba
Hudba ve Vatikánu je úzce spjatá s potřebami církve. Mezi významná hudební tělesa patří Sbor Sixtinské kaple a sbor při bazilice sv. Petra (Capella Giulia), ale působí zde také kapela vatikánských četníků či Švýcarské gardy. 
V roce 1993 vznikla ve Vatikánu tradice Vánočních koncertů (italsky Concerto di Natale). Až do roku 2005 tyto koncerty pravidelně hostil Vatikán, poté se odehrávaly i na jiných místech.
 

Od roku 2013 připravují Vatikánská muzea ve spolupráci s mladými italskými hudebníky pravidelné letní koncerty klasické hudby v rámci nočních prohlídek. 

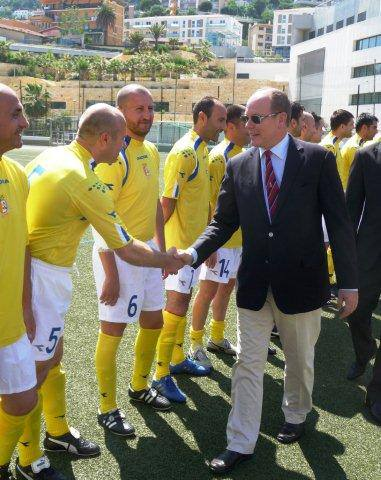
Vatikánský fotbalový tým při přátelském utkání v Monaku

### Sport
Ve Vatikánu funguje fotbalový klub, kriketové a atletické družstvo. Členy jsou občané a zaměstnanci Vatikánu, duchovní i laici mnoha národností. Patronát nad sportovními kluby Vatikánu má Papežská rada pro kulturu.

## Zajímavosti
- Vatikán chce „do roku 2020 pokrývat z 20 procent svou energetickou potřebu z obnovitelných zdrojů“, jak vytyčila Evropská unie. Prvním krokem byla instalace solárních panelů na střechu auly Pavla VI. Dále dojde k omezení počtu automobilů, které mohou vjíždět na území Vatikánu a parkovat na něm. V budoucnu se uvažuje i o zabudování dalších solárních panelů na jiné budovy.[101]
- Vatikán není členem OSN (jako jeden z mála států) a nepodepsal například "Všeobecnou deklaraci lidských práv" či "Konvenci o právech handicapovaných osob".
- Vatikán není členem Evropské unie ani Evropské měnové unie, ale díky měnové unii s Itálií smí razit své originální euromince.
- V letech 1929–1969 platil ve Vatikánu podle Lateránských smluv trest smrti, určený pro případné atentátníky na papeže (nikdy nebyl aplikován).